# Misha Marvin
Mikhail Mikhailovich Reshetnyak (tiếng Nga: Михаи́л Миха́йлович Решетня́к; tiếng Ukraina: Миха́йло Миха́йлович Решетня́к; sinh ngày 15 tháng 7 năm 1989, Chernivtsi, CHXHCNXV Ukraina, Liên Xô), thường được biết đến với nghệ danh Misha Marvin, là một ca sĩ, nhà soạn nhạc và người viết lời bài hát Ukraina.

## Tiểu sử

### Những năm đầu
Mikhail sinh ngày 15 tháng 7 năm 1989 tại Chernivtsi (Ukraina), trong gia đình có cha và mẹ là các chuyên gia trị liệu xoa bóp. Anh là em trai của nữ ca sĩ Tayanna. Ngoài ra anh còn có hai người em trai, tên Bogdan và Taras.

### Sự nghiệp
Năm 2013, Mikhail gặp giám đốc của Black Star Inc. là Pavel Kuryanov (Pasha), người đã đề nghị hợp tác với anh trong sáng tác nhạc. Anh nhanh chóng bắt đầu tham gia hoạt động cùng với đội ngũ của Egor Kreed. Sản phẩm của lần hợp tác này là album «Холостяк». Anh cũng làm việc với các nghệ sĩ của hãng khác và các ca sĩ khác. Anh đã hợp cùng với Misha Marvin trong các bài hát như «Кислород» (Mot feat. Nu Virgos), «Наверно» (Elena Temnikova feat. Natan), «Мама, я влюбилась» (Ханна) & vv...
Tháng 3 năm 2019, anh thông báo đang trong quá trình sản xuất nhạc phim của bộ phim «Счастье — это…» cùng với Наzима,. Tháng 11 cùng năm, anh hợp tác với Oleg Ternovym (TERNOVOY) trong loạt phim «Дылды». Năm đó, anh và HammAli & Navai  đã cho ra mắt một bài hát bằng tiếng Ukraina có tựa đề «Я закохався». Anh cũng xuất hiện trong video âm nhạc «Я твоя» của Наzима, sau khi cả hai hợp tác và ra mắt bản acoustic của bài hát.
Tháng 1 năm 2020, Mikhail ra mắt bài hát mới cùng với Ani Lorak, có tựa đề "Ухожу". Tháng 5 cùng năm, anh phát hành một bài hát mới cùng với Ханна, đã lọt vào bảng xếp hạng  iTunes Russia Top-100. Sau đó, trong tháng 8, anh đã phát hành đĩa đơn «Спой», là sản phẩm hợp tác cùng Mot.
Tháng 5 năm 2022, sau khi Nga xâm lược Ukraina, anh đã có phát biểu rằng mối quan hệ hợp tác giữa anh và hãng thu âm Black Star Inc., có trụ sở tại Nga đã chấm dứt, " Tôi không còn là nghệ sĩ của hãng Black Star nữa. Tôi không còn là Misha Marvin nữa.".

## Danh sách đĩa nhạc

### Album phòng thu
| Tựa đề   | Thông tin                                                                                          |
| -------- | -------------------------------------------------------------------------------------------------- |
| Танцуй   | - Phát hành: 3 tháng 9 năm 2018 - Hãng thu âm: Black Star Inc. - Định dạng: Phân phối kỹ thuật số  |
| Чувствуй | - Phát hành: 6 tháng 11 năm 2018 - Hãng thu âm: Black Star Inc. - Định dạng: Phân phối kỹ thuật số |

### Album hòa nhạc
| Tựa đề           | Thông tin                                                                                  |
| ---------------- | ------------------------------------------------------------------------------------------ |
| Чувствуй. Танцуй | - Phát hành: 4 June 2021 - Hãng thu âm: Black Star Inc. - Định dạng: Phân phối kỹ thuật số |

### Đĩa đơn
| Tựa đề                                                | Ngày phát hành       |
| ----------------------------------------------------- | -------------------- |
| Ну что за дела? (ft. DJ KAN & Timati)                 | 22 tháng 12 năm 2015 |
| Стерва (ft. DJ KAN)                                   | 28 tháng 4 năm 2016  |
| Ненавижу                                              | 11 tháng 7 năm 2016  |
| Я так и знал                                          | 14 tháng 3 năm 2017  |
| Перемотай (ft. Эмма М)                                | 25 tháng 4 năm 2017  |
| Выделяйся                                             | 26 tháng 5 năm 2017  |
| По венам яд (ft. DJ Daveed)                           | 23 tháng 7 năm 2017  |
| Глубоко                                               | 27 tháng 6 năm 2017  |
| История                                               | 14 tháng 9 năm 2017  |
| По венам яд (ft. DJ Daveed) (bản acoustic)            | 10 tháng 10 năm 2017 |
| Молчишь (ft. Bumble Beezy)                            | 19 tháng 12 năm 2017 |
| С ней                                                 | 12 tháng 2 năm 2018  |
| Ближе (ft. Masha Koltsova)                            | 20 tháng 3 năm 2018  |
| Нравится мне                                          | 2 tháng 4 năm 2018   |
| Признание (OST «Леонардо: Миссия Мона Лиза»)          | 9 tháng 4 năm 2018   |
| 4 утра (ft. Timati)                                   | 17 tháng 4 năm 2018  |
| История (ft. SOLOMONA & PLC)                          | 30 tháng 4 năm 2018  |
| Странные                                              | 19 tháng 6 năm 2018  |
| Мы есть (ft. TERNOVOY & Natan)                        | 11 tháng 2 năm 2019  |
| Танцуй (Acoustic Version)                             | 27 tháng 2 năm 2019  |
| Под окнами                                            | 3 tháng 3 năm 2019   |
| Моя мечта (ft. Наzима) (OST «Счастье — это… Часть 2») | 26 tháng 3 năm 2019  |
| Ты небо                                               | 8 tháng 4 năm 2019   |
| Остаться                                              | 27 tháng 5 năm 2019  |
| Ты одна                                               | 15 tháng 7 năm 2019  |
| Ты одна (Acoustic Version)                            | 23 tháng 9 năm 2019  |
| Дура                                                  | 8 tháng 10 năm 2019  |
| Атомы (ft. TERNOVOY)                                  | 6 tháng 11 năm 2019  |
| Я закохався (ft. HammAli & Navai)                     | 8 tháng 11 năm 2019  |
| Я твоя (ft. Наzима) (Acoustic Version)                | 14 tháng 11 năm 2019 |
| Дура (DJ Noiz Remix)                                  | 21 tháng 11 năm 2019 |
| Ухожу (ft. Ani Lorak)                                 | 21 tháng 1 năm 2020  |
| Не надо быть сильной                                  | 20 tháng 2 năm 2020  |
| Ангел или Бес                                         | 17 tháng 4 năm 2020  |
| Ай-яй-яй                                              | 12 tháng 5 năm 2020  |
| Французский поцелуй (ft. Hanna)                       | 29 tháng 5 năm 2020  |
| О мама                                                | 22 tháng 7 năm 2020  |
| Спой (ft. Мот)                                        | 26 tháng 8 năm 2020  |
| Усни                                                  | 30 tháng 9 năm 2020  |
| Неправильная                                          | 5 tháng 11 năm 2020  |
| Фамилия                                               | 17 tháng 1 năm 2021  |
| Пьяный в такси (ft. Pasha Leem)                       | 11 tháng 2 năm 2021  |
| Набери                                                | 16 tháng 3 năm 2021  |
| Обменяю всё на тебя                                   | 22 tháng 4 năm 2021  |
| Девочка, не бойся                                     | 17 tháng 6 năm 2021  |
| Красиво                                               | 15 tháng 7 năm 2021  |
| Любовь? (ft. Кирилл Мойтон)                           | 4 tháng 8 năm 2021   |
| Убью тебя (ft. Ханна)                                 | 16 tháng 9 năm 2021  |
| Полюбил такую                                         | 18 tháng 11 năm 2021 |
| Не в этой жизни (ft. Natan)                           | 14 tháng 12 năm 2021 |
| Человек                                               | 4 tháng 5 năm 2022   |
| Останови планету                                      | 18 tháng 6 năm 2022  |
| Спи                                                   | 15 tháng 7 năm 2022  |
| Спи (bản acoustic)                                    | 18 tháng 7 năm 2022  |
| Porn                                                  | 16 tháng 9 năm 2022  |
| Спасибо (ft. Наzима)                                  | 12 tháng 10 năm 2022 |
| Спасибо (bản acoustic )                               | 17 tháng 11 năm 2022 |
| Если (ft. Artyom Kacher)                              | 25 tháng 11 năm 2022 |
| Ретроград                                             | 27 tháng 1 năm 2023  |
| Держи                                                 | 3 tháng 3 năm 2023   |
| Финал (ft. Ханна)                                     | 30 tháng 3 năm 2023  |

### Vai khách mời
| Tựa đề & album                                     | Ngày phát hành       |
| -------------------------------------------------- | -------------------- |
| Девочка S-класса — «В пути» (ft. Mc Doni)          | 3 tháng 8 năm 2016   |
| В пути — «В пути» (ft. Mc Doni)                    | 15 tháng 9 năm 2016  |
| А может? — «92 дня» (ft. Мот)                      | 20 tháng 10 năm 2016 |
| По венам яд — «дневник памяти» (ft. DJ Daveed)     | 25 tháng 1 năm 2018  |
| Ангел или Бес — «Палагин и партнеры» (ft. Palagin) | 17 tháng 4 năm 2020  |

## Bảng xếp hạng
| Năm  | Bài hát             | Bảng xếp hạng         | Bảng xếp hạng                   | Bảng xếp hạng         | Bảng xếp hạng           | Album   |
| Năm  | Bài hát             | iTunes Top-100 Russia | Top Radio & YouTube Hits Russia | Top Radio Hits Russia | Top YouTube Hits Russia | Album   |
| ---- | ------------------- | --------------------- | ------------------------------- | --------------------- | ----------------------- | ------- |
| 2016 | Ну что за дела?     | 1                     | 56                              | 173                   | 9                       | Đĩa đơn |
| 2016 | Стерва              | 13                    | 116                             | —                     | 23                      | Đĩa đơn |
| 2016 | Ненавижу            | 3                     | 170                             | 142                   | —                       | Đĩa đơn |
| 2016 | Девочка S-класса    | 19                    | 116                             | 173                   | 17                      | В пути  |
| 2017 | Перемотай           | 58                    | 35                              | 28                    | 97                      | Single  |
| 2017 | История             | 2                     | —                               | —                     | 50                      | Single  |
| 2018 | С ней               | 3                     | —                               | —                     | 46                      | Single  |
| 2020 | Ухожу               | 3                     | 284                             | —                     | 57                      | Single  |
| 2020 | Французский поцелуй | 1                     | 11                              | 11                    | 11                      | Single  |